# Aphandra natalia
Aphandra natalia är en enhjärtbladig växtart som först beskrevs av Henrik Balslev och Andrew James Henderson, och fick sitt nu gällande namn av Anders Sánchez Barfod. Aphandra natalia ingår i släktet Aphandra och familjen Arecaceae. Inga underarter finns listade i Catalogue of Life.